# Згожелецкий повет
Згожелецкий повет (пол. Powiat zgorzelecki) — повят (район) в Польше, входит как административная единица в Нижнесилезское воеводство. Центр повята — город Згожелец. Занимает площадь 838,11 км². Население — 91 824 человека (на 31 декабря 2015 года).

## Административное деление
- города: Завидув, Згожелец, Богатыня, Пеньск, Венглинец
- городские гмины: Завидув, Згожелец
- городско-сельские гмины: Гмина Богатыня, Гмина Пеньск, Гмина Венглинец
- сельские гмины: Гмина Суликув, Гмина Згожелец

## Демография
Население повета дано на 31 декабря 2015 года.
| Перепись            | Всего  | Мужчины | Женщины |
| ------------------- | ------ | ------- | ------- |
| Всего               | 91 824 | 44 763  | 47 061  |
| Городское население | 62 625 | 30 038  | 32 587  |
| Сельское население  | 29 199 | 14 725  | 14 474  |